# تربوسییه
تربوسییه (به صربی: Trbosilje) یک منطقهٔ مسکونی در صربستان است که در لوزنیسا واقع شده‌است. تربوسییه ۳۵۲ نفر جمعیت دارد.